# Авъл Паконий Сабин
Авъл Паконий Сабин (на латински: Aulus Paconius Sabinus; * преди 15 г.; † след 58 г.) е политик и сенатор на Римската империя по времето на император Нерон.
От юли до декември 58 г. Авъл Паконий Сабин е суфектконсул заедно с Авъл Петроний Луркон.